# Сухарево (Томская область)
Сухарево — деревня в Томском районе Томской области России. Входит в состав Богашёвского сельского поселения.

## География
Деревня находится в юго-восточной части Томской области, в пределах подтаёжно-лесостепного района таёжной зоны, на правом берегу реки Ломовой, на расстоянии примерно 16 километров (по прямой) к юго-востоку от города Томска. Абсолютная высота — 149 метров над уровнем моря.
Часовой пояс
Деревня Сухарево, как и вся Томская область, находится в часовой зоне МСК+4. Смещение применяемого времени относительно UTC составляет +7:00.

## История
Основана в 1880 году. 
По данным 1926 года, в деревне имелось 106 хозяйств и проживало 547 человек (в основном — русские). Функционировала школа I ступени. В административном отношении являлась центром Сухаревского сельсовета Коларовского района Томского округа Сибирского края.

## Население
| 2002 | 2008 | 2009 | 2010 | 2011 | 2012 | 2013 |
| ---- | ---- | ---- | ---- | ---- | ---- | ---- |
| 52   | ↘39  | ↗43  | ↗52  | →52  | ↗55  | ↗61  |
| 2014 | 2015 | 2021 |      |      |      |      |
| ↗63  | ↘57  | ↘36  |      |      |      |      |

Половой состав
По данным Всероссийской переписи населения 2010 года в гендерной структуре населения мужчины составляли 55,8 %, женщины — соответственно 44,2 %.
Национальный состав
Согласно результатам переписи 2002 года, в национальной структуре населения русские составляли 79 %.

## Улицы
Улица: Светлая;
Территории: Садово-дачное товарищество Сибкабель, садово-дачное товарищество Сухарево.